# Incertae sedis
Der Fachbegriff incertae sedis (Genitiv von lat. incerta sedes „unsicherer Sitz“), abgekürzt inc. sed., kennzeichnet in der biologischen Taxonomie die unsichere systematische Stellung eines Taxons, beispielsweise die unklare Zuordnung einer Gattung zu einer bestimmten Familie.
In der Botanik geht der Gebrauch des Begriffs vermutlich auf Antoine-Laurent de Jussieu zurück, der 1789 am Ende von Genera Plantarum einige “plantae incertae sedis” aufführte.
In der Linguistik existiert ein ähnlicher Begriff: Eine Sprache ist ein Sprachisolat, wenn nicht bekannt ist, von welcher anderen Sprache sie abstammt.

## Beispiele
- Die fossile Pflanze Paradinandra suecica konnte keiner Familie zugeordnet werden, wurde aber incertae sedis innerhalb der Ordnung der Heidekrautartigen (bei ihrer Beschreibung 2001) zugeordnet.[3]
- Das Fossil Gluteus minimus, beschrieben 1975, konnte keinem Stamm zugeordnet werden.[4]
- Amaurocichla bocagei ist eine Art von Sperlingsvögeln. Da es unklar war, welcher Familie er angehört, wurde er lange als Passeroidea incertae sedis klassifiziert.
- Das Schimmelschwein genannte Lebewesen, welches im Tertiär lebte und Ähnlichkeiten mit Bärtierchen und Milben aufweist.
- Die Picozoa, wenige Mikrometer große Meereslebewesen, können innerhalb der Eukaryoten keinem bekannten Taxon zugeordnet werden.